# Зирка (Житомирская область)
Зи́рка (укр. Зірка) — село на Украине, находится в Барановском районе Житомирской области.
Код КОАТУУ — 1820681802. Население по переписи 2001 года составляет 115 человек. Почтовый индекс — 12736. Телефонный код — 4144. Занимает площадь 7,041 км².

## Адрес местного совета
12736, Житомирская область, Барановский р-н, с.Дубровка